# هارولد هامبی
هارولد هامبی (انگلیسی: Harold Humby; ۸ آوریل ۱۸۷۹ – ۲۳ فوریهٔ ۱۹۲۳) تیرانداز اهل بریتانیا بود.
وی در مسابقات کشوری و بین‌المللی در مجموع برندهٔ ۱ مدال طلا، ۲ مدال نقره شده‌است.